# Казальс, Пабло
Па́бло Каза́льс (исп. Pablo Casals, полное имя Па́у Ка́рлес Сальвадо́р Каза́льс-и-Дефильо́ (кат. Pau Carles Salvador Casals i Defilló; 29 декабря 1876 года, Вендрель, провинция Таррагона, Испания — 22 октября 1973, Сан-Хуан, Пуэрто-Рико) — каталонский виолончелист, дирижёр, композитор, музыкально-общественный деятель.

## Биография
Пабло Казальс (Вендрель, 29 дек. 1876 — Сан Хуан де Пуэрто-Рико, 22 окт. 1973), более известный в Испании как Пау Казальс, а также как Пабло Казальс в Латинской Америке и странах, говорящих на англосаксонских языках, — один из наиболее известных испанских музыкантов XX века. Сын испанца (Carlos Casals i Ribes) и пуэрториканки (Pilar Defilló de Casals), Казальс стал одним из лучших виолончелистов всех времен. Родился в городе Вендрель, в Каталонии, Испания, и рос рядом с матерью в Пуэрто-Рико до 1888 г., а потом они переехали в Барселону, где он поступил в муниципальную школу музыки. С 1901 гастролировал во многих странах мира (в 1905—1913 — ежегодно в России как солист и в ансамбле с С. В. Рахманиновым, А. И. Зилоти, А. Б. Гольденвейзером). С 1905 года участник фортепианного трио (с А. Корто и Ж. Тибо). Организатор первого в Барселоне симфонического оркестра (1920, дирижёр до 1936), Рабочего музыкального общества (руководил в 1924—1936), музыкальной школы, музыкального журнала и воскресных концертов для рабочих в Каталонии. На протяжении карьеры сделано много записей Казальса не только при исполнении музыкальных произведений в сольных и камерных концертах, и в сопровождении оркестра, но  также как дирижёра; хотя, пожалуй, более всего известен он по записями Баха для виолончели, сделанным с 1936 по 1939 г. Ученик Х. Гарсиа (виолончель), Т. Бретона (композиция) и Х. Монастерио (камерный ансамбль).
Активно помогал республиканцам во время Гражданской войны 1936-[1939] (см. главу V его воспоминаний, изданную первоначально на французском языке Альбертом Ю. Каном и переведенную на каталонский под названием «Joia i Tristor» «Радость и грусть»). В знак протеста против франкистского режима в Испании, а также против политики невмешательства со стороны ведущих европейских государств, Казальс отказывается от широкой концертной деятельности. После падения Испанской республики (1939) он эмигрирует во Францию, а с 1956 живёт в Сан-Хуане (Пуэрто-Рико), где основывает симфонический оркестр (1959) и консерваторию (1960). Один из организаторов фестивалей в Праде (Франция, 1950—1966) и Сан-Хуане (с 1957).
Пау Казальс умер от сердечного приступа 22 октября 1973 года, в возрасте 96 лет, в г. Сан-Хуан, где жили другие известные во всем мире испанцы, такие, как поэт, нобелевский лауреат 1956 г. по литературе Хуан Рамон Хименес и писатель Франсиско Аяла. Он был похоронен на мемориальном кладбище Сан-Хуан-де-Пуэрто-Рико. В этом городе проводится Фестиваль Казальса и расположен музей Пабло Казальса. 9 ноября 1979 года, после восстановления демократии в Испании, его останки были перенесены на кладбище Вендрель, в его родной город, где он сейчас покоится. В центре города Вендрель находится дом-музей Пау Казальса, а в районе Сан-Сальвадор того же города — штаб-квартира фонда Пау Казальса, где располагается другой дом-музей, перед концертным залом, носящим его имя, с его бюстом, автором которого является скульптор Жузеп Мария Субиракс.
Перу Казальса-композитора принадлежат оратория «Ясли» (1943), «Гимн Организации Объединенных Наций» (известный также как «Гимн Мира») для оркестра (1971), симфонические, хоровые, камерно-инструментальные и др. произведения. Большую известность приобрела каталонская народная «Песня птиц» в его переложении для виолончели.

## Признание

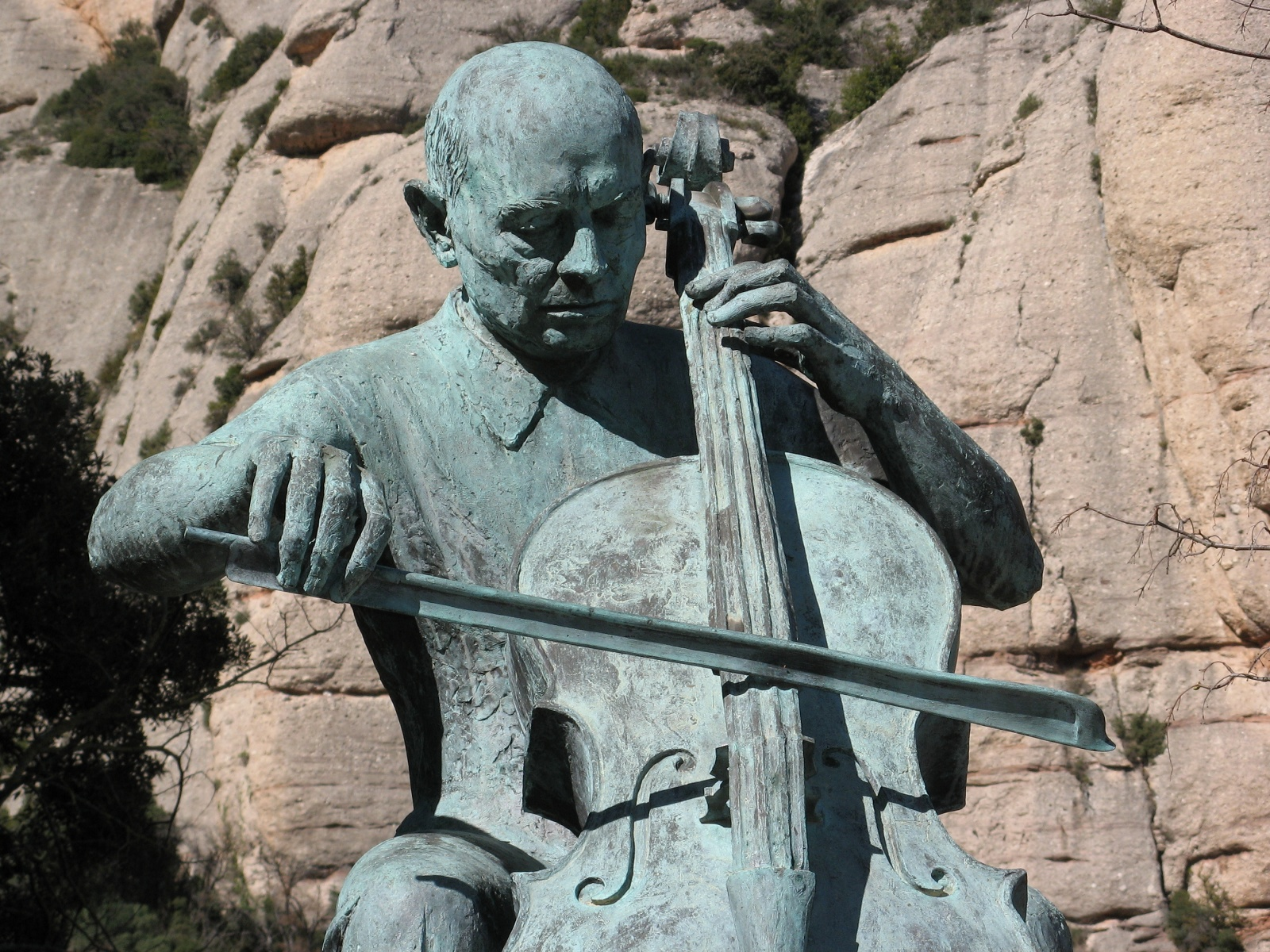
Статуя Казальса, установленная к его столетию на горе Монсеррат.

С 1957 в различных странах проводятся международные конкурсы имени Казальса (1-й — в Париже) и в честь Казальса (в Будапеште). Один из крупнейших исполнителей XX в., Казальс не создал школы в общепринятом смысле этого слова, однако его вклад как в исполнительскую практику (широко известны, например, разработанные Казальсом новые приемы виолончельной аппликатуры и смычковой техники), так и в мировую музыкальную культуру в целом, неоценим. Верность моральным идеалам, бескомпромиссная нравственная позиция Казальса явились образцом и ориентиром для многих в кризисные моменты истории XX века. Вручая в 1945 Казальсу Орден Почётного легиона, премьер-министр Франции Ж.Бидо сказал, обращаясь к музыканту: «Вы — один из голосов мировой совести». Номинация на Нобелевскую премию мира (1958), Медаль за свободу (США, 1963), Большой крест Ордена «За заслуги» (Франция, 1971) и др.
Введён в Зал славы журнала Gramophone.